# Esqui alpino nos Jogos Olímpicos de Inverno de 2006 - Slalom gigante feminino
A competição de slalom gigante feminino nos Jogos Olímpicos de Inverno de 2006 aconteceu no dia 24 de fevereiro.

## Medalhistas
| Ouro   | USA Julia Mancuso    |
| Prata  | FIN Tanja Poutiainen |
| Bronze | SWE Anna Ottosson    |

## Resultados
| #  | Esquiadora                      | Corrida 1 | Corrida 2 | Tempo total | Diferença |
| -- | ------------------------------- | --------- | --------- | ----------- | --------- |
|    | USA Julia Mancuso               | 1:00.89   | 1:08.30   | 2:09.19     | 0.00      |
|    | FIN Tanja Poutiainen            | 1:01.21   | 1:08.65   | 2:09.86     | +0.67     |
|    | SWE Anna Ottosson               | 1:02.04   | 1:08.29   | 2:10.33     | +1.14     |
| 4  | AUT Nicole Hosp                 | 1:01.26   | 1:09.40   | 2:10.66     | +1.47     |
| 5  | CAN Geneviève Simard            | 1:01.47   | 1:09.26   | 2:10.73     | +1.54     |
| 6  | SWE Anja Pärson                 | 1:01.07   | 1:09.89   | 2:10.96     | +1.77     |
| 7  | AUT Kathrin Zettel              | 1:01.95   | 1:09.40   | 2:11.35     | +2.16     |
| 8  | ITA Nadia Fanchini              | 1:01.77   | 1:09.69   | 2:11.46     | +2.27     |
| 9  | SLO Ana Drev                    | 1:02.45   | 1:09.22   | 2:11.67     | +2.48     |
| 10 | SWE Maria Pietilä-Holmner       | 1:02.00   | 1:09.69   | 2:11.69     | +2.50     |
| 11 | CAN Brigitte Acton              | 1:02.07   | 1:09.64   | 2:11.71     | +2.52     |
| 12 | SLO Tina Maze                   | 1:01.97   | 1:09.86   | 2:11.83     | +2.64     |
| 13 | ESP María José Rienda Contreras | 1:02.28   | 1:09.85   | 2:12.13     | +2.94     |
| 14 | ITA Karen Putzer                | 1:02.46   | 1:10.01   | 2:12.47     | +3.28     |
| 15 | GER Martina Ertl-Renz           | 1:01.44   | 1:11.10   | 2:12.54     | +3.35     |
| 16 | SUI Fränzi Aufdenblatten        | 1:03.46   | 1:09.16   | 2:12.62     | +3.43     |
| 17 | AUT Marlies Schild              | 1:02.68   | 1:10.59   | 2:13.27     | +4.08     |
| 18 | SWE Jessica Lindell-Vikarby     | 1:02.12   | 1:11.24   | 2:13.36     | +4.17     |
| 19 | CRO Nika Fleiss                 | 1:03.27   | 1:10.16   | 2:13.43     | +4.24     |
| 20 | ESP Carolina Ruiz Castillo      | 1:03.18   | 1:10.36   | 2:13.54     | +4.35     |
| 21 | FRA Ingrid Jacquemod            | 1:02.56   | 1:11.49   | 2:14.05     | +4.86     |
| 22 | GBR Chemmy Alcott               | 1:04.47   | 1:09.95   | 2:14.42     | +5.23     |
| 23 | USA Stacey Cook                 | 1:03.35   | 1:11.09   | 2:14.44     | +5.25     |
| 24 | SUI Nadia Styger                | 1:01.87   | 1:12.58   | 2:14.45     | +5.26     |
| 25 | POL Dagmara Krzyżyńska          | 1:03.86   | 1:12.05   | 2:15.91     | +6.72     |
| 26 | JPN Noriyo Hiroi                | 1:04.63   | 1:12.03   | 2:16.66     | +7.47     |
| 27 | CZE Petra Zakouřilová           | 1:03.93   | 1:13.07   | 2:17.00     | +7.81     |
| 28 | SVK Eva Hučková                 | 1:05.24   | 1:13.07   | 2:18.31     | +9.12     |
| 29 | SVK Soňa Maculová               | 1:05.77   | 1:12.84   | 2:18.61     | +9.42     |
| 30 | SCG Jelena Lolović              | 1:05.00   | 1:13.84   | 2:18.84     | +9.65     |
| 31 | ARG Macarena Simari Birkner     | 1:05.81   | 1:13.62   | 2:19.43     | +10.24    |
| 32 | IRL Kirsten McGarry             | 1:08.19   | 1:14.68   | 2:22.87     | +13.68    |
| 33 | KOR Jae Eun Oh                  | 1:08.22   | 1:16.25   | 2:24.47     | +15.28    |
| 34 | EST Tiiu Nurmberg               | 1:08.39   | 1:16.70   | 2:25.09     | +15.90    |
| 35 | UKR Yulia Siparenko             | 1:10.43   | 1:15.50   | 2:25.93     | +16.74    |
| 36 | KAZ Vera Eremenko               | 1:10.32   | 1:19.43   | 2:29.75     | +20.56    |
| 37 | TUR Duygu Ulusoy                | 1:11.43   | 1:19.38   | 2:30.81     | +21.62    |
| 38 | CHN Jinzhi Dong                 | 1:11.61   | 1:24.11   | 2:35.72     | +26.53    |
| 39 | GRE Magdalini Kalomirou         | 1:15.28   | 1:21.17   | 2:36.45     | +27.26    |
| 40 | MKD Ivana Ivcevska              | 1:13.89   | 1:23.47   | 2:37.36     | +28.17    |
| 41 | HUN Réka Tuss                   | 1:16.12   | 1:23.70   | 2:39.82     | +30.63    |
| 42 | IND Neha Ahuja                  | 1:15.59   | 1:25.72   | 2:41.31     | +32.12    |
| 43 | BRA Mirella Arnhold             | 1:20.17   | 1:29.00   | 2:49.17     | +39.98    |
| 0  | AUT Michaela Kirchgasser        | 1:02.22   | DNF       | DNF         | 0         |
| 0  | ITA Denise Karbon               | 1:02.90   | DNF       | DNF         | 0         |
| 0  | USA Sarah Schleper              | 1:02.01   | DNF       | DNF         | 0         |
| 0  | GER Annemarie Gerg              | 1:03.04   | DNF       | DNF         | 0         |
| 0  | CZE Šárka Záhrobská             | 1:03.61   | DNF       | DNF         | 0         |
| 0  | CRO Ana Jelušić                 | 1:05.19   | DNF       | DNF         | 0         |
| 0  | CZE Lucie Hrstková              | 1:03.21   | DNF       | DNF         | 0         |
| 0  | LIB Chirine Njeim               | 1:06.80   | DNF       | DNF         | 0         |
| 0  | CRO Matea Ferk                  | 1:06.67   | DNF       | DNF         | 0         |
| 0  | SVK Jana Gantnerová             | 1:06.73   | DNF       | DNF         | 0         |
| 0  | ROU Bianca-Andreea Narea        | 1:10.89   | DNF       | DNF         | 0         |
|    | CRO Janica Kostelić             | DNS       | 0         | 0           | 0         |
|    | USA Lindsey Kildow              | DNS       | 0         | 0           | 0         |
|    | BIH Mojca Rataj                 | DNS       | 0         | 0           | 0         |
|    | ITA Manuela Mölgg               | DNF       | 0         | 0           | 0         |
|    | CAN Christina Lustenberger      | DNF       | 0         | 0           | 0         |
|    | ARG María Belén Simari Birkner  | DNF       | 0         | 0           | 0         |
|    | MON Alexandra Coletti           | DNF       | 0         | 0           | 0         |
|    | NZL Nicola Campbell             | DNF       | 0         | 0           | 0         |
|    | ISL Dagný L. Kristjánsdóttir    | DNF       | 0         | 0           | 0         |
|    | NZL Erika McLeod                | DNF       | 0         | 0           | 0         |
|    | RUS Olesja Alieva               | DSQ       | 0         | 0           | 0         |

Legenda
| Recorde mundial      | Recorde mundial (World record)               |                       | Recorde africano                      | Recorde africano (African) |                                           | Q | Classificado por posição (Qualified) |
| Recorde olímpico     | Recorde olímpico (Olympic record)            | Recorde da América    | Recorde da América (Americas)         | q                          | Classificado por melhor tempo (Qualified) |   |                                      |
| Melhor marca do ano  | Melhor marca do ano (World leading)          | Recorde asiático      | Recorde asiático (Asian)              | DNS                        | Não largou (Did not start)                |   |                                      |
| Recorde nacional     | Recorde nacional (National record)           | Recorde europeu       | Recorde europeu (European)            | DNF                        | Não terminou (Did not finish)             |   |                                      |
| Recorde pessoal      | Recorde pessoal do atleta (Personal best)    | Recorde da Oceania    | Recorde da Oceania (Oceania)          | DSQ / DQ                   | Desclassificado (Disqualified)            |   |                                      |
| Recorde da temporada | Recorde da temporada do atleta (Season best) | Recorde sul-americano | Recorde sul-americano (South America) | NM                         | Sem marca (No mark)                       |   |                                      |